# Silver Side Up
Silver Side Up е третият студиен албум на канадската рок група „Никълбек“, издаден на 11 септември 2001 година.
Според Allmusic Silver Side Up, в него се продължава традицията на „Никълбек“ от първите 2 албума. Той достига #1 в Канада, Австрия, Ирландия, Нова Зеландия и Обединеното кралство. Албумът е сертифициран 8 пъти като платинен в Канада, 6 пъти платинен в САЩ и 3 пъти платинен във Великобритания.

## Песни
1. Never Again 4:20
2. How You Remind Me 3:43
3. Woke Up This Morning 3:50
4. Too Bad 3:52
5. Just For 4:03
6. Hollywood 3:04
7. Money Bought 3:24
8. Where Do I Hide 3:38
9. Hangnail 3:54
10. Good Times Gone 5:20